# Be 4/4 12001
La Be 4/4 12001 des Chemins de fer fédéraux suisses (CFF) est une locomotive d'essai à moteur triphasé, construite en 1972 à partir d'un fourgon De 4/4. Il s'agit de la première locomotive en Suisse, et probablement même dans le monde entier, à bénéficier de la production de courant triphasé pour les moteurs de traction par un convertisseur électronique.

## Historique
Lorsque le développement de redresseurs au silicium commandés rendit envisageable la mise au point d'un convertisseur électronique performant, l'industrie et les CFF souhaitèrent disposer d'une locomotive d'essai bon marché pour les constructions futures. 
À cet effet, ce fut le fourgon automoteur De 4/4 1685 de 1927 qui fut choisi. Ce véhicule s'y prêtait bien, car il possédait un vaste compartiment à bagages dans lequel l'électronique de puissance du convertisseur pouvait être installée, de manière qu'elle soit facilement accessible et interchangeable. Il était également clair à ce moment-là que les véhicules non modernisés seraient prochainement mis au rebut et l'automotrice 1685 était déjà à l'arrêt depuis 1967, à la suite de dommages irréparables à son équipement électrique. 
L'automotrice fut transformée par les ateliers principaux des CFF à Yverdon, tandis que  BBC fournit les nouveaux moteurs de traction, ainsi que le convertisseur. Les bogies furent en outre adaptés par l'entreprise SIG. Comme le transformateur n'avait pas été remplacé, la puissance était certes limitée, mais cela ne posait pas problème, l'objectif n'étant pas d'établir un nouveau record de puissance. La vitesse maximale dut également être réduite en raison du poids supplémentaire. 
En tant que véhicule d'essai, l'automotrice devint une locomotive, recevant la désignation Be 4/4 et le numéro 12001. Elle remplit parfaitement son rôle et les enseignements tirés servirent au développement de la série 120 de la DB et des Ee 6/6 II (de) des CFF. L'ancienne caisse tôlée en bois s'avéra très pratique, car les câbles de mesure pouvaient être placés sans problème à l'intérieur[réf. nécessaire]. En 1975, la partie électrique de la locomotive fut endommagée et la machine mise à l'arrêt. Six ans plus tard, en décembre 1981, la locomotive fut définitivement retirée du service et démolie. Un bogie avec deux moteurs à courant triphasé fut cependant conservé et intégra la collection du Musée Suisse des Transports à Lucerne.